# Brookville (Pensilvania)
Brookville es un borough ubicado en el condado de Jefferson en el estado estadounidense de Pensilvania. En el año 2000 tenía una población de 4,230 habitantes y una densidad poblacional de 507 personas por km².

## Geografía
Brookville se encuentra ubicado en las coordenadas 41°09′35″N 79°04′49″O / 41.15972, -79.08028.

## Demografía
Según la Oficina del Censo en 2000 los ingresos medios por hogar en la localidad eran de $30,843 y los ingresos medios por familia eran $38,438. Los hombres tenían unos ingresos medios de $29,940 frente a los $20,395 para las mujeres. La renta per cápita para la localidad era de $18,437. Alrededor del 13.2% de la población estaba por debajo del umbral de pobreza.